# Halyna Hutchins
Halyna Hutchins, geborene Androssowytsch (ukrainisch Галина Андросович; * 10. April 1979 in Horodez, Ukrainische SSR, Sowjetunion; † 21. Oktober 2021 in Albuquerque, New Mexico), war eine ukrainisch-US-amerikanische Kamerafrau.

## Werdegang
Halyna Androssowytsch wurde in der ukrainischen Oblast Schytomyr geboren, wuchs aber in der nördlich des Polarkreises gelegenen russischen Stadt Murmansk auf einem Militärstützpunkt auf, wo ihr Vater in der sowjetischen Marine diente. In Kiew studierte sie an der Nationalen Landwirtschaftlichen Universität zunächst Wirtschaftswissenschaften, ehe sie in derselben Stadt an der Nationalen Taras-Schewtschenko-Universität zum Journalistik-Studium wechselte und dieses abschloss. Danach co-produzierte sie Filmdokumentationen in Osteuropa. In Kiew lernte sie den US-Amerikaner Matthew Hutchins kennen, mit dem sie später eine Familie gründete.

### Erfolg in den USA
Halyna Hutchins zog nach Los Angeles, wo sie Aufträge für Modefotografien erhielt und an weiteren Filmproduktionen mitarbeitete. Robert Primes ermutigte sie, sich am American Film Institute zu bewerben, wo er Lehrer war. Von 2013 bis 2015 studierte sie dort, ihr Mentor war Stephen Lighthill. Ihre Diplomarbeit Hidden wurde beim Camerimage International Film Festival und beim Austin Film Festival gezeigt.
2018 war sie eine der ersten, die am 21st Century Fox DP Lab-Programm teilnahm, das gegründet worden war, um Kamerafrauen zu fördern. 2019 kürte die monatlich herausgegebene Zeitschrift American Cinematographers der American Society of Cinematographers Hutchins zu einem „aufgehenden Stern“. Nach ihrer Fortbildung bei 21st Century Fox drehte sie den 2020 erschienenen Actionfilm Archenemy. Sie wirkte insgesamt an der Entstehung von rund 30 Filmproduktionen und TV-Miniserien mit.

## Unfall und Tod
Am 21. Oktober 2021 kam es bei den Dreharbeiten zu dem Western Rust in Santa Fe zu einem Unfall, bei dem sie tödlich verletzt wurde. Schauspieler Alec Baldwin hatte sie mit einer historischen Schusswaffe angeschossen, die versehentlich mit scharfer Munition geladen war. Regisseur Joel Souza wurde bei dem Vorfall ebenfalls von dem Schuss getroffen und verletzt.
Hutchins erlag am selben Tag im Universitätsklinikum in Albuquerque ihren Verletzungen. Sie war verheiratet, Mutter eines Sohnes und wurde 42 Jahre alt.

## Filmografie (Auswahl)
- 2017: Snowbound – Gefesselt und Gequält (Snowbound)
- 2018–2021: A Luv Tale: The Series (Fernsehserie, 6 Episoden)
- 2019: Darlin’
- 2020: Archenemy
- 2020: Blindfire
- 2021: The Mad Hatter
- 2024: Rust